# Старий Майдан (гміна Рейовець)
Старий Майдан (пол. Stary Majdan) — село в Польщі, у гміні Рейовець Холмського повіту Люблінського воєводства. Населення — 117 осіб (2011).

## Історія
За даними етнографічної експедиції 1869—1870 років під керівництвом Павла Чубинського, у селі здебільшого проживали польськомовні римо-католики, меншою мірою — греко-католики, які також розмовляли польською.
У 1975—1998 роках село належало до Холмського воєводства.

## Демографія
Демографічна структура станом на 31 березня 2011 року:
|          | Загалом | Допрацездатний вік | Працездатний вік | Постпрацездатний вік |
| -------- | ------- | ------------------ | ---------------- | -------------------- |
| Чоловіки | 59      | 12                 | 43               | 4                    |
| Жінки    | 58      | 16                 | 24               | 18                   |
| Разом    | 117     | 28                 | 67               | 22                   |